# Stixis punctata
Stixis punctata là một loài bọ cánh cứng trong họ Cerambycidae.